# Ternstroemiaceae
Classification APG II (2003)
Famille
Classification APG III (2009)
Les Ternstroemiaceae sont une famille de plantes à fleurs dicotylédones de l'ordre des Ericales.
Ce sont des arbres ou des arbustes avec des feuilles coriaces alternes simples, généralement sans stipule, d’origine tropicales et subtropicales.
Les fleurs sont généralement blanches, disposées en pédoncules axillaires ou terminales, articulé à la base.

## Étymologie
Le nom vient du genre Ternstroemia, donné en l'honneur du botaniste suédois Christopher Tärnström (1703-1746). 

## Classification
En classification classique de Cronquist (1981), cette famille n'existe pas ; les espèces sont assignées aux Théacées.
La classification phylogénétique APG (1998) accepte cette famille.
En classification phylogénétique APG II (2003), cette famille est optionnelle ; ces plantes pouvant être incluses dans les Pentaphylacacées.
En classification phylogénétique APG III (2009), cette famille est invalide et ses genres sont incorporés dans la famille Pentaphylacaceae.

## Liste des genres
Selon GRIN (29 Jun 2010) :
- Adinandra Jack
- Anneslea Wall.
- Balthasaria Verdc.
- Cleyera Thunb.
- Eurya Thunb.
- Euryodendron Hung T. Chang
- Ficalhoa Hiern
- Freziera Willd.
- Sladenia Kurz
- Symplococarpon Airy Shaw
- Ternstroemia Mutis ex L. f.
- Visnea L. f.